# Ralph Gunesch
Ralph Wilhelm Gunesch (* 2. September 1983 in Sighișoara, Sozialistische Republik Rumänien) ist ein deutscher Fußballkommentator, Fußballtrainer und ehemaliger Fußballspieler.

## Karriere

### Vereine

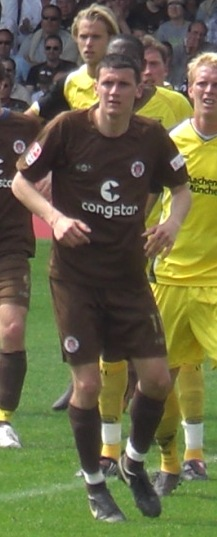
Ralph Gunesch im Trikot des FC St. Pauli (2008)

Der gebürtige Siebenbürger Sachse spielte seit seiner Kindheit in Deutschland, zunächst bei unterklassigen Vereinen in der Städteregion Aachen und in Geilenkirchen, ab 1999 in der Jugendabteilung von Alemannia Aachen Fußball. Für die Profimannschaft von Alemannia Aachen bestritt er 2001 zwei Spiele in der 2. Bundesliga, ehe er 2003 zum FC St. Pauli wechselte. Bei den Norddeutschen wurde Gunesch mit 20 Jahren Stammspieler und absolvierte in drei Spielzeiten 84 Spiele in der Regionalliga Nord. In der Saison 2005/06 erreichte er das Halbfinale um den DFB-Pokal.
In der Sommerpause 2006 wechselte Gunesch zum Bundesligisten 1. FSV Mainz 05, bei dem er zunächst als Ersatzspieler für Manuel Friedrich und Nikolče Noveski bereitstand. Am 16. September 2006 (4. Spieltag) debütierte er bei der 0:2-Niederlage im Auswärtsspiel gegen Energie Cottbus für den verletzten Friedrich in der Bundesliga über 90 Minuten.
Am 19. Juni 2007 wechselte Gunesch, wegen seiner Affinität zu Autos auch „Felgenralle“ genannt, auf eigenen Wunsch zurück zum FC St. Pauli. In der Winterpause 2012 verließ er den FC St. Pauli wieder, schlug ein Angebot aus, zu einem besseren Gehalt in der vierten Liga bei RasenBallsport Leipzig zu spielen und wechselte zum Ligakonkurrenten FC Ingolstadt 04. Von 2012 bis 2015 bestritt er 50 Zweitligaspiele für den Verein; in der Saison 2014/15 wurde er nach einer Verletzung nur im letzten Spiel eingesetzt und stieg mit der Mannschaft in die Bundesliga auf.

### Nationalmannschaft
Gunesch durchlief von der U17 an alle U-Nationalmannschaften und spielte zweimal für die U-20-Nationalmannschaft des DFB. Sein Debüt gab er am 21. August 2002 bei der 1:3-Niederlage gegen die Auswahl der Schweiz im Rahmen der „Internationalen Spielrunde“, als er zur zweiten Halbzeit für Martin Stoll eingewechselt wurde. Sein zweites Länderspiel bestritt er am 18. September 2002 beim 2:2 gegen die Auswahl der Slowakei mit Einwechslung für Alex Meier zur zweiten Halbzeit.

### Karriere als Trainer
Ab dem 9. Januar 2018 war Gunesch zunächst Co-Trainer der zweiten Mannschaft des FC Ingolstadt. Danach wechselte er erst zur U 17 und dann zur U 19. Danach war er Co-Trainer im Jugendbereich.
Aktuell arbeitet er als Übergangstrainer für Eintracht Frankfurt.

## Erfolge
- Zweitligameister 2015 und  Aufstieg in die Bundesliga 2015/16 (mit dem FC Ingolstadt 04)

## Leben außerhalb des Fußballs
Gunesch fungiert seit Ende 2015 als Moderator bei der Fußball-Talkshow „Bohndesliga“ auf dem Internetsender Rocket Beans TV. Er ist unregelmäßig auch mehrfach außerhalb von „Bohndesliga“ in anderen Formaten auf Rocket Beans TV zu sehen. Seit Sommer 2016 kommentiert er als Experte Fußballspiele beim Streaming-Dienst DAZN.
Er engagiert sich schon seit seiner Zeit als aktiver Profi gegen Rassismus und Homophobie im Fußball.
Zudem ist er ein Part der Youtube-Fitness-Reihe „BeatYesterday XL“.